# 스에쓰기역
스에쓰기역(일본어: 末続駅, すえつぎえき)은 일본 후쿠시마현 이와키시에 있는, 동일본 여객철도의 철도역이다. 조반선이 지나간다.

## 역 구조
상대식 2면 2선 구조의 지상역이다. 양쪽 승강장은 과선교로 이어져 있다. 이와키역이 관리하는 무인역으로, 역 구내에는 승차역 증명 발행기가 놓여있다.

### 승강장
| 1 | ■ 조반선 | 이와키 · 미토 방면 |
| 2 | ■ 조반선 | 도미오카 방면      |

## 역세권 정보
- 국도 제6호선

## 역사
- 1947년 6월 1일 - 일본국유철도의 역으로 개업했다.
- 1987년 4월 1일 - 민영화에 따라 동일본 여객철도의 소속이 되었다.
- 2011년 3월 11일 - 동일본 대지진으로 영업이 중단되었다.
- 2011년 10월 10일 - 영업이 재개되었다.

## 인접역
| 동일본 여객철도 조반선                                                                         | 동일본 여객철도 조반선 | 동일본 여객철도 조반선 |
| ---------------------------------------------------------------------------------------------- | ---------------------- | ---------------------- |
| 히사노하마 이와키 방면                                                                         | ■ 보통                 | 히로노 도미오카 방면1  |
| 1: 후쿠시마 제1원자력 발전소 사고의 영향으로 도미오카 이북 구간에서는 열차가 다니지 않고 있다. |                        |                        |